# Suzuki GSX-S 750
La GSX-S 750 est une motocyclette produite par le constructeur japonais Suzuki. C'est un  roadster muni d'un moteur 4-cylindres en ligne d'une cylindrée de 749 cm3